# 富士の介
富士の介（ふじのすけ）は山梨県のブランド魚。ニジマス雌とキングサーモン雄との全雌異質三倍体である。

## 概要
海に面していない山梨県だが、淡水魚の養殖は古くから盛んである。山梨県の発表ではニジマスの生産量は日本3位、イワナやヤマメなども2位となっている。
キングサーモンのおいしさとニジマスの育てやすさを併せ持つ養殖魚として開発されたのが富士の介である。
2019年10月2日に信玄の湯 湯村温泉（甲府市）のホテルで初めての出荷式が開催され、富士の介の切り身の炙り、昆布締め、マリネなどの料理が振る舞われた。
「応援団長」としてさかなクンが就任している。
山梨県立富士湧水の里水族館では2017年12月14日より富士の介の常設展示が行われている。

## 開発の経緯
キングサーモンは味が良いが養殖には適していない。そこで、キングサーモンの味を引き継ぎつつ、養殖しやすくするために2007年より山梨県水産技術センターで交配を始めた。
2016年には水産庁から養殖の承認を得て、2017年には一般公募で「富士の介」と名称が決まった。

## 生産
山梨県水産技術センターが生産した卵を県内の養殖業者に供給して、安全な餌の使用や出荷時の肉色といった基準を満たしたものを「富士の介」ブランドで出荷する。
養殖場での飼育は2017年に開始され、3年の養殖期間で全長約70センチメートル、重さ3キログラムほどに成長する。2019年時点では山梨県内7か所の養殖場で富士の介を飼育しており、養殖期間2年で2キログラム以上に育ったものを目安として出荷する。
2020年の出荷量は約20トンだった。